# Ascensione a Chiaia (Nápoly)
Az Ascensione a Chiaia egy templom Nápoly Chiaia negyedében. A templomot a 16. században emelték a tengerparton. Innen származik elnevezése is Ascensione in plaga neapolitana, azaz a nápolyi partból kiemelkedett. Építését Anjou Róbert rendelte el, aki a celesztinusoknak ajándékozta. A romlott állapotban lévő épületet 1645-ben újította fel Cosimo Fanzago. Alaprajza görög kereszt. Belsejét színes márványborítás díszíti, kupoláját pedig egy négyszögletes apszis tartja. Belső díszítései Alfonso di Spinga, Giovanni Battista Lama alkotásai. Az oltár Luca Giordano műve (1757). A templomhoz tartozó kolostort a Bourbon időkben kaszárnyává alakították.